# كورت فولكر
كورت فولكر (بالإنجليزية: Kurt Volker)‏ هو دبلوماسي أمريكي، ولد في 27 ديسمبر 1964 في بنسيلفانيا في الولايات المتحدة.

## وصلات خارجية
- كورت فولكر على موقع إن إن دي بي (الإنجليزية)